# Coniogramme wilsonii
Coniogramme wilsonii là một loài thực vật có mạch trong họ Adiantaceae. Loài này được Hieron. miêu tả khoa học đầu tiên năm 1916.